# Альварес Хименес, Мануэль
Мануэль Эрна́н А́льварес Химе́нес (исп. Manuel Hernán Álvarez Jiménez; 23 мая 1928 — 24 августа 1998) — чилийский футболист, защитник. Занимает второе место по числу матчей за сборную Чили на чемпионатах Южной Америки.

## Карьера
Мануэль Альварес провёл всю карьеру в одном клубе — «Универсидад Католика», куда он пришёл в возрасте 15 лет. С 1946 года он стал играть за основной состав команды. Альварес выиграл с клубом два чемпионата страны, в 1949 и 1954 годах. В 1958 году он завершил карьеру.
В составе сборной Чили Альварес дебютировал 6 декабря 1947 года на чемпионате Южной Америки с Уругваем (0:6), в котором он был заменен по ходу матча на Хуана Негри. На следующем первенстве футболист сыграл лишь один матч против Боливии (2:3). В 1950 году Альварес поехал на чемпионат мира, где сыграл все три встречи. Чилийцы на турнире не вышли из группы. В 1953 году Мануэль сыграл на своём третьем чемпионате Южной Америки. Здесь он провёл уже все шесть матчей своей команды. Годом позже он участвовал в квалификации чемпионата мира, где сыграл две встречи, но чилийцы заняли в своей группе последнее место, проиграв все матчи. В 1955 году Альварес выступал на своём очередном чемпионате Южной Америки. Он сыграл на турнире все пять матчей, а его команда выиграла серебряные медали. Годом позже он повторил это достижение. Последний матч за национальную команду Альварес провёл 11 марта 1956 года на панамериканском чемпионате с Аргентиной (0:3). А всего за сборную Чили Мануэль сыграл в 35 матчах.

## Международная статистика
| Матчи Мануэля Альвареса за сборную Чили | Матчи Мануэля Альвареса за сборную Чили | Матчи Мануэля Альвареса за сборную Чили | Матчи Мануэля Альвареса за сборную Чили | Матчи Мануэля Альвареса за сборную Чили | Матчи Мануэля Альвареса за сборную Чили | Матчи Мануэля Альвареса за сборную Чили |
| --------------------------------------- | --------------------------------------- | --------------------------------------- | --------------------------------------- | --------------------------------------- | --------------------------------------- | --------------------------------------- |
| №                                       | Дата                                    | Место проведения                        | Оппонент                                | Счёт                                    | Голы                                    | Турнир                                  |
| 1                                       | 6 декабря 1947                          | Гуаякиль                                | Уругвай                                 | 0:6                                     | —                                       | Чемпионат Южной Америки                 |
| 2                                       | 31 декабря 1947                         | Гуаякиль                                | Боливия                                 | 4:3                                     | —                                       | Чемпионат Южной Америки                 |
| 3                                       | 6 апреля 1949                           | Сан-Паулу                               | Боливия                                 | 2:3                                     | —                                       | Чемпионат Южной Америки                 |
| 4                                       | 25 июня 1950                            | Рио-де-Жанейро                          | Англия                                  | 0:2                                     | —                                       | Чемпионат мира                          |
| 5                                       | 29 июня 1950                            | Рио-де-Жанейро                          | Испания                                 | 0:2                                     | —                                       | Чемпионат мира                          |
| 6                                       | 2 июля 1950                             | Ресифи                                  | США                                     | 5:2                                     | 2                                       | Чемпионат мира                          |
| 7                                       | 25 февраля 1953                         | Лима                                    | Парагвай                                | 0:3                                     | —                                       | Чемпионат Южной Америки                 |
| 8                                       | 1 марта 1953                            | Лима                                    | Уругвай                                 | 3:2                                     | —                                       | Чемпионат Южной Америки                 |
| 9                                       | 4 марта 1953                            | Лима                                    | Перу                                    | 0:0                                     | —                                       | Чемпионат Южной Америки                 |
| 10                                      | 19 марта 1953                           | Лима                                    | Эквадор                                 | 3:0                                     | 1                                       | Чемпионат Южной Америки                 |
| 11                                      | 23 марта 1953                           | Лима                                    | Бразилия                                | 2:3                                     | —                                       | Чемпионат Южной Америки                 |
| 12                                      | 28 марта 1953                           | Лима                                    | Боливия                                 | 2:2                                     | —                                       | Чемпионат Южной Америки                 |
| 13                                      | 25 мая 1953                             | Сантьяго                                | Англия                                  | 1:2                                     | —                                       | Товарищеский матч                       |
| 14                                      | 12 июля 1953                            | Сантьяго                                | Испания                                 | 1:2                                     | —                                       | Товарищеский матч                       |
| 15                                      | 26 июля 1953                            | Лима                                    | Перу                                    | 2:1                                     | —                                       | Кубок Пасифико                          |
| 16                                      | 28 июля 1953                            | Лима                                    | Перу                                    | 0:5                                     | —                                       | Кубок Пасифико                          |
| 17                                      | 28 февраля 1954                         | Сантьяго                                | Бразилия                                | 0:2                                     | —                                       | Квалификация чемпионата мира            |
| 18                                      | 14 марта 1954                           | Сантьяго                                | Бразилия                                | 0:1                                     | —                                       | Квалификация чемпионата мира            |
| 19                                      | 17 сентября 1954                        | Сантьяго                                | Перу                                    | 2:1                                     | —                                       | Кубок Пасифико                          |
| 20                                      | 19 сентября 1954                        | Сантьяго                                | Перу                                    | 2:4                                     | —                                       | Кубок Пасифико                          |
| 21                                      | 27 февраля 1955                         | Сантьяго                                | Эквадор                                 | 7:1                                     | —                                       | Чемпионат Южной Америки                 |
| 22                                      | 6 марта 1955                            | Сантьяго                                | Перу                                    | 5:4                                     | —                                       | Чемпионат Южной Америки                 |
| 23                                      | 13 марта 1955                           | Сантьяго                                | Уругвай                                 | 2:2                                     | —                                       | Чемпионат Южной Америки                 |
| 24                                      | 20 марта 1955                           | Сантьяго                                | Парагвай                                | 5:0                                     | —                                       | Чемпионат Южной Америки                 |
| 25                                      | 30 марта 1955                           | Сантьяго                                | Аргентина                               | 0:1                                     | —                                       | Чемпионат Южной Америки                 |
| 26                                      | 18 сентября 1955                        | Рио-де-Жанейро                          | Бразилия                                | 1:1                                     | —                                       | Кубок О’Хиггинса                        |
| 27                                      | 20 сентября 1955                        | Сан-Паулу                               | Бразилия                                | 1:2                                     | —                                       | Кубок О’Хиггинса                        |
| 28                                      | 24 января 1956                          | Монтевидео                              | Бразилия                                | 4:1                                     | —                                       | Чемпионат Южной Америки                 |
| 29                                      | 29 января 1956                          | Монтевидео                              | Аргентина                               | 0:2                                     | —                                       | Чемпионат Южной Америки                 |
| 30                                      | 6 февраля 1956                          | Монтевидео                              | Уругвай                                 | 1:2                                     | —                                       | Чемпионат Южной Америки                 |
| 31                                      | 9 февраля 1956                          | Монтевидео                              | Перу                                    | 4:3                                     | —                                       | Чемпионат Южной Америки                 |
| 32                                      | 12 февраля 1956                         | Монтевидео                              | Парагвай                                | 4:3                                     | —                                       | Чемпионат Южной Америки                 |
| 33                                      | 1 марта 1956                            | Мехико                                  | Бразилия                                | 1:2                                     | —                                       | Панамериканский чемпионат               |
| 34                                      | 8 марта 1956                            | Мехико                                  | Коста-Рика                              | 1:2                                     | —                                       | Панамериканский чемпионат               |
| 35                                      | 11 марта 1956                           | Мехико                                  | Аргентина                               | 0:3                                     | —                                       | Панамериканский чемпионат               |

## Достижения
- Чемпион Чили: 1949, 1954